# Új Antikapitalista Párt
Az Új Antikapitalista Párt 2009 februárjában alapított (franciául Nouveau Parti anticapitaliste, rövidítve NPA) francia szélsőbaloldali párt. Nevét eredetileg ideiglenesnek szánták. Erről a névről 2009. február 6-a és 8-a között szavazott a párt alakuló kongresszusa, ahol a név 53%-os támogatással győzte le a másik névjavaslatot, amely a Forradalmi Antikapitalista Párt volt.
A párt 9200 taggal indult, azzal a szándékkal, hogy egyesíti a fragmentált francia radikális baloldalt, és a 2002-es elnökválasztáson már erre az erőre támaszkodik. Ezen a választáson a szavazatok 10,44%-át szerezték meg. (A 2007-es elnökválasztáson 7%-ot, a 2012-esen pedig 13%-ot szerzett a párt jelöltje.)
A párt szorosan kötődik Olivier Besancenot postai dolgozóhoz, a korábbi legerősebb szélsőbaloldali párt, a Forradalmi Kommunista Liga (Ligue communiste révolutionnaire, LCR) fő szóvivőjéhez.

## Fordítás
- Ez a szócikk részben vagy egészben  a   New Anticapitalist Party című angol Wikipédia-szócikk ezen változatának fordításán alapul.  Az eredeti cikk szerkesztőit annak laptörténete sorolja fel. Ez a jelzés csupán a megfogalmazás eredetét és a szerzői jogokat jelzi, nem szolgál a cikkben szereplő információk forrásmegjelöléseként.